# リカルド・パトレーゼ
リカルド・ガブリエーレ・パトレーゼ（Riccardo Gabriele Patrese、1954年4月17日 - ）は、イタリア・パドヴァ出身の元レーシングドライバー。
日本における通称は「鉄人」。当時日本でF1中継を実況していた古舘伊知郎からは、「史上最強のセカンド・ドライバー」「二百戦練磨の男」等とも呼ばれた。

## 経歴

### 初期
兄の影響を受け、8歳よりレーシングカートを始める。1974年には世界カート選手権でチャンピオンを獲得、1975年はフォーミュラ・イタリアで3勝を記録しランク2位となった。翌1976年には、イタリアF3選手権・ヨーロッパF3選手権で各4勝を挙げ、双方でチャンピオンに輝く。1977年はヨーロッパF2選手権にステップアップし、最高位2位を記録。予選では2度のポールポジション（以下：PP）もマークした。

### フォーミュラ1

#### シャドウ時代

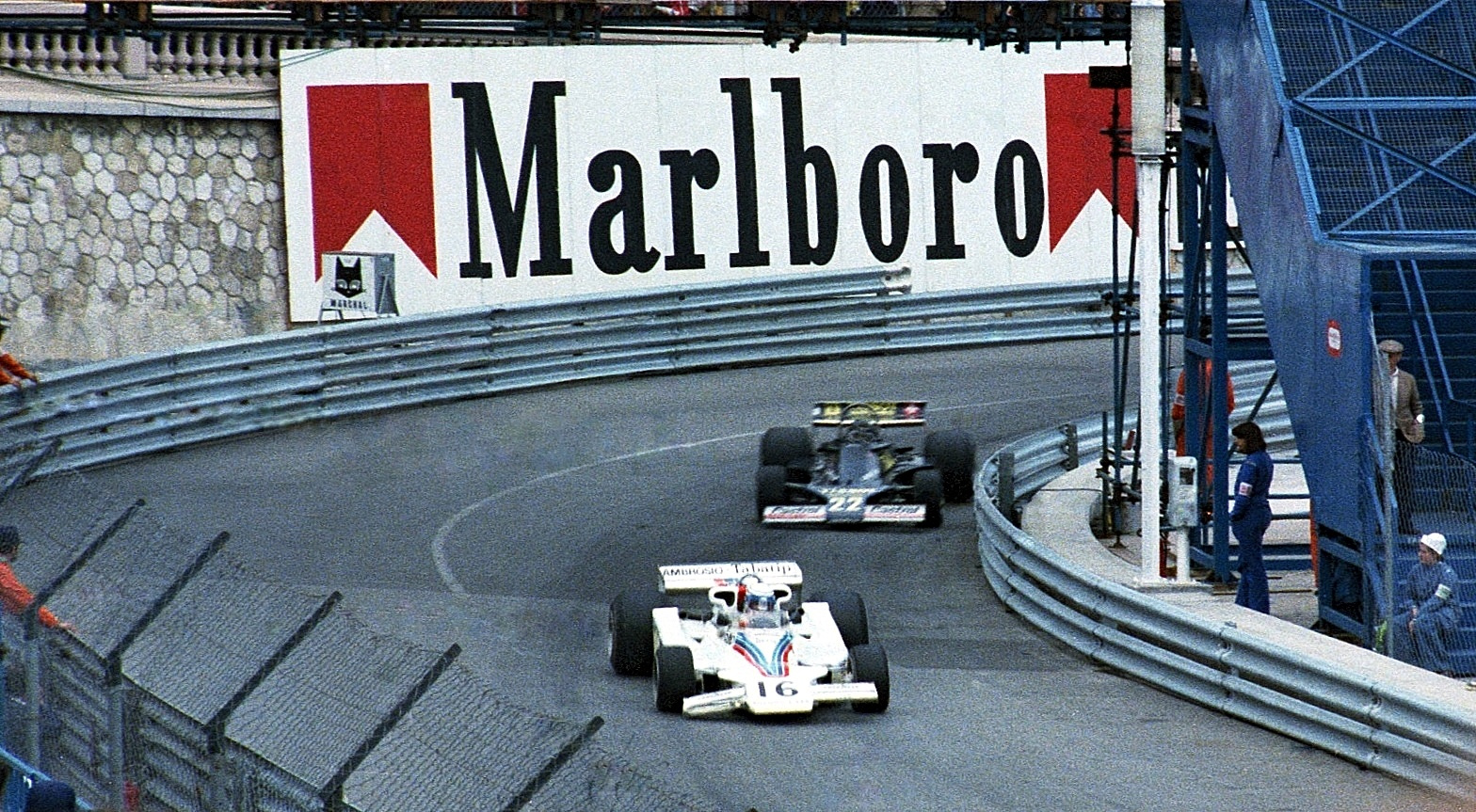
シャドウ・DN8を駆るパトレーゼ（1977年モナコGP）

1977年

F2参戦中の1977年、資金難によりシートを失ったレンツォ・ゾルツィの後任として、第6戦モナコグランプリよりシャドウからF1デビュー。当時まだ大学に籍があり、大学生F1ドライバーとして話題になった。この年は計9戦に参戦、最終戦日本グランプリで6位に入り、自身初入賞を記録している（ランキング19位）。

#### アロウズ時代

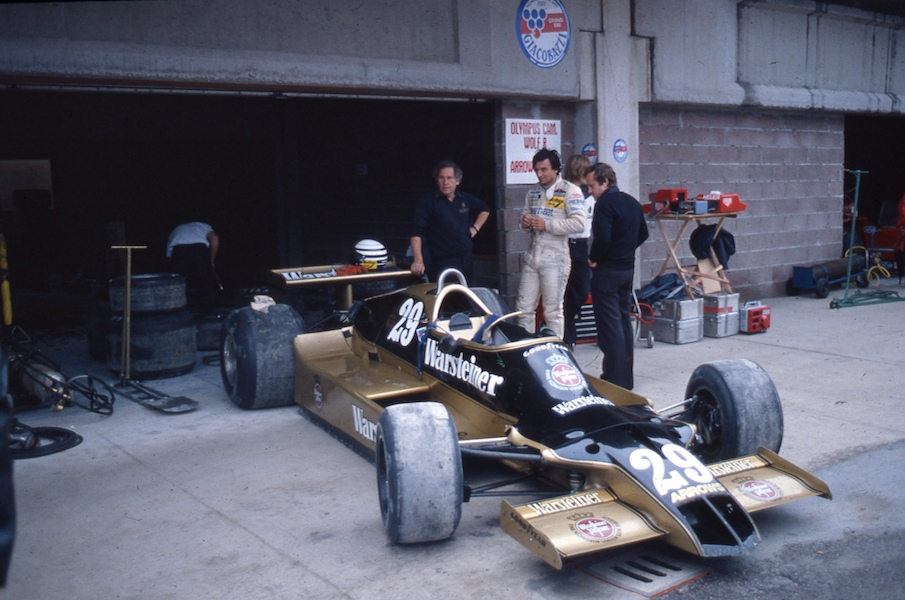
アロウズ・A1Bとパトレーゼ

1978年
先にアロウズへの移籍が決定していたグンナー・ニルソンがガン治療に専念することになったため、代役としてアロウズに移籍。この年は第8戦スウェーデングランプリで2位となり、初の表彰台を獲得した他、4位1回・6位2回と計4度の入賞を記録した（ランキング11位）。しかし当時若かったパトレーゼの走りが、荒く危険と言われることが多かった背景もあり、第14戦イタリアグランプリでは、一時ロニー・ピーターソン死亡事故の原因を作ったとされ、大きな批判も浴びることとなった（後述）。同年中はエンツォ・フェラーリに呼ばれ、何度か会談し翌年のフェラーリ入りについての交渉をしたと自身で話しており、「なぜこのとき正式契約出来なかったのかというと、多分当時のエンツォが、まだ若いイタリア人を本当にフェラーリに乗せて良いものか、プレッシャーがかかりすぎるのではないかと躊躇したためだろう。」と述べている。
1979年

開幕戦アルゼンチングランプリで、予選を通過しながら決勝を欠場しているが、最終的に17年間で予選落ちを1度も喫しなかったパトレーゼにとっては、F1で唯一の、エントリーしながら決勝を走行しなかったグランプリとなった。この年は第6戦ベルギーグランプリでの5位が唯一の入賞となる（ランキング19位）。
1980年
この年は第4戦アメリカ西グランプリで2位に入り2度目の表彰台を経験するが、入賞は他に6位1回のみと、シーズンを通しては苦戦を強いられた（ランキング9位）。しかし第6戦モナコグランプリで、初のファステストラップ（以下：FL）をマークした。
1981年
開幕戦アメリカ西グランプリで、F1においては自身初となるPPを獲得、結果的にチームにとっては通算で唯一のPPをもたらすこととなった（決勝はリタイヤ）。第4戦サンマリノグランプリ終了時点で2位1回・3位1回と好成績を残していたが、第5戦ベルギーグランプリでは自身のエンジンストールから、メカニックが負傷する事態を招き（後述）、その後は1度も入賞を記録出来なかった（ランキング11位）。しかし、この年までに見せていた速さがブラバムのオーナーであるバーニー・エクレストンに評価され、翌年からチャンピオンチームであるブラバム移籍が決まった。

#### 第1期ブラバム時代

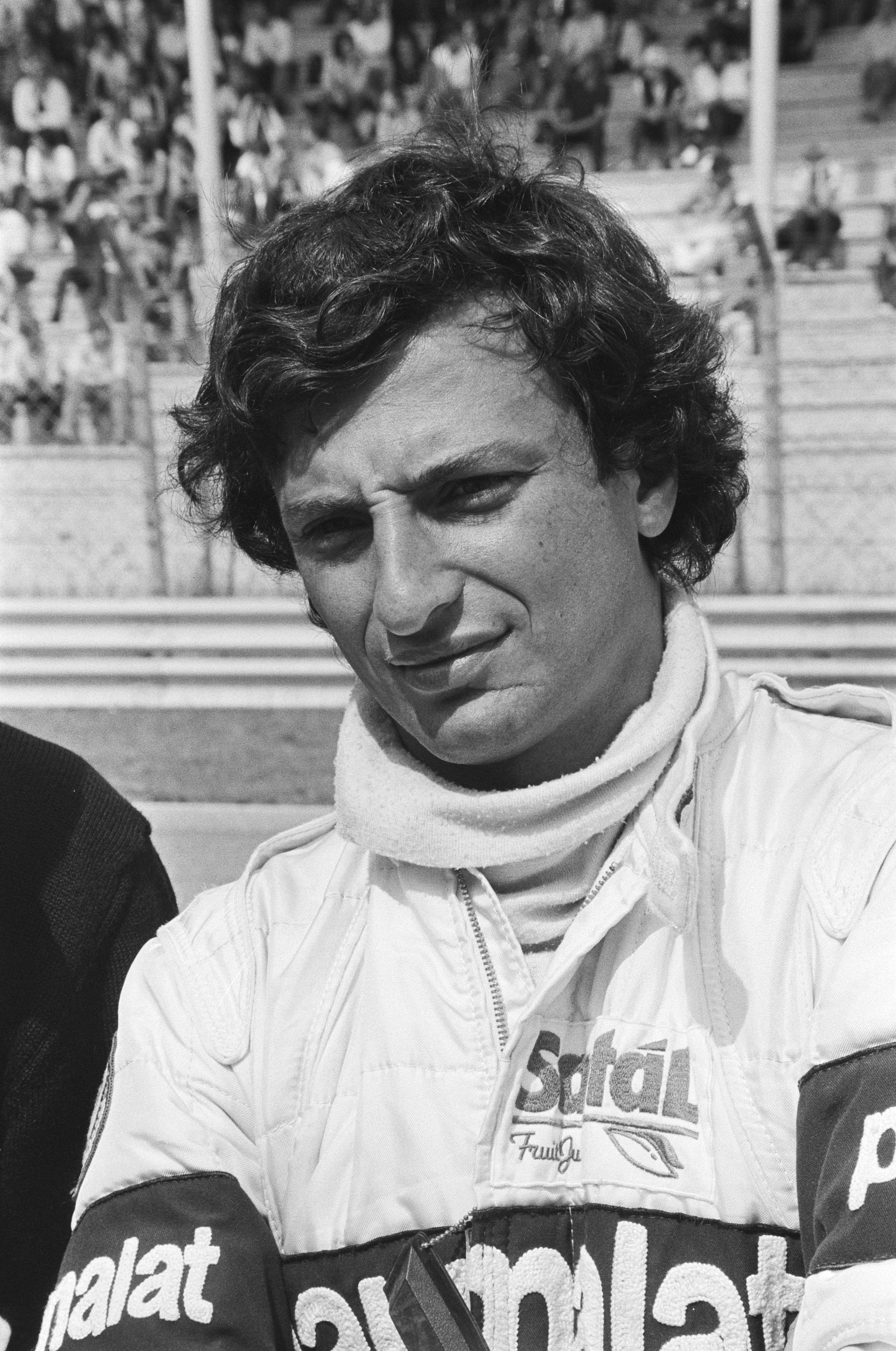
ブラバム時代のパトレーゼ（1982年オランダGP）

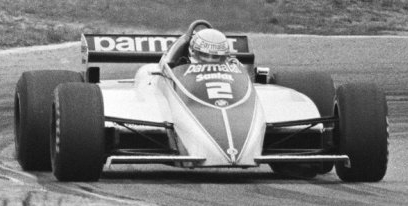
ブラバム・BT50を駆るパトレーゼ（1982年オランダGP）

1982年
エクレストンの支持を受けブラバムに移籍したパトレーゼは、前1981年のチャンピオンであるネルソン・ピケのパートナーとしての加入であった。本来同年用のマシンはブラバム・BT50だったが、BMWターボエンジンの信頼性が悪くトラブル発生が多かった為、セカンドドライバーのパトレーゼは、シーズン前半は主に前年用シャシーの改良版であるBT49Dとフォード・コスワース・DFVエンジンで参戦した。サバイバルレースとなった第6戦モナコグランプリではF1デビュー6年目にして初優勝を達成。これを含め計3度表彰台に立ったが、全てBT49Dで出した成績である。
第9戦オランダグランプリ以降はパトレーゼもBT50で参戦したが、予選順位は上昇した反面多くのターボトラブルに見舞われ、決勝結果は残せなかった。第13戦オーストリアグランプリでは序盤からトップを走行したが、エンジントラブルにより噴出した自車のオイルに乗ってコースアウトし、勝利を逃した。結局BT50での入賞は、第14戦スイスグランプリでの5位のみとなった。21ポイントを獲得しランキング10位となり、ピケ（20ポイント・11位）を上回った。
1983年
翌1983年は第4戦サンマリノにおいて、最終盤までトップを走行するも、優勝直前でスピンを喫し13位に終わった。このスピンによってフェラーリのパトリック・タンベイが勝利することになったため、観客のほとんどを占めるティフォージが自分のスピンに歓喜する様子がわかって大きなショックを受けたと語っている。同年絶好調のピケに対してパトレーゼは以後も苦戦が続き、第10戦ドイツグランプリで3位表彰台を獲得するまで、ノーポイントであった。その後第13戦イタリアグランプリで自身2度目のPPを獲得するが、決勝は電気系トラブルで早々とリタイアした。
最終戦の南アフリカグランプリにおいては、ピケが少ない燃料でスタートし序盤から飛ばす一方で、燃料を多く積むパトレーゼは2位を死守。重いマシンで他ドライバーを抑え込み、逆転チャンピオンのかかるピケを援護した。その後、ピケとチャンピオンを争っていたアラン・プロスト、ルネ・アルヌーが共にリタイヤ、パトレーゼは安全策を取るピケに譲られる形で、自身2勝目を記録したが、この年はBMWターボが信頼性を確立し昨年度と立場が逆転し、ピケの59ポイントに対しパトレーゼは13ポイントだった。

#### アルファロメオ時代

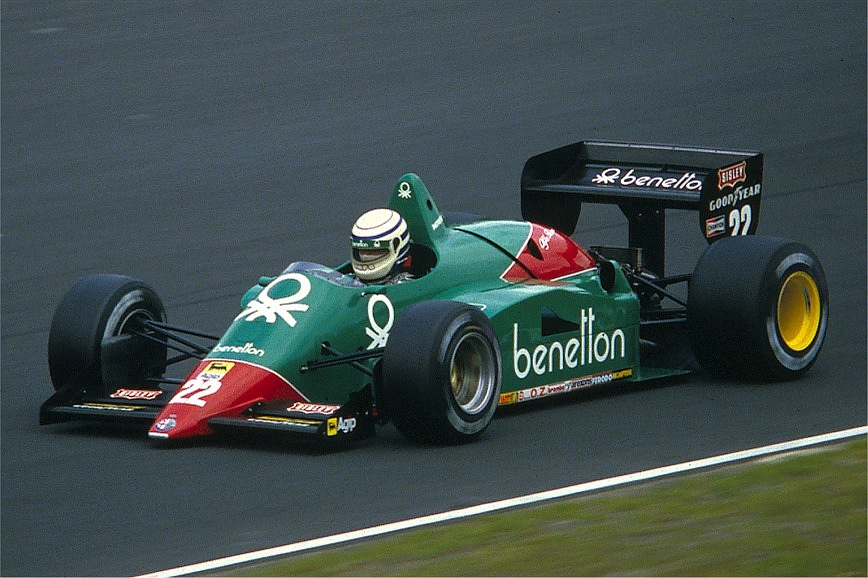
アルファロメオ時代のパトレーゼ。

1984年
アルファロメオに移籍するが、成績が低迷し表彰台は第14戦イタリアグランプリの3位1回、これを含めて3度のみの入賞となり、ランキングは13位。中盤には7連続リタイヤも喫した。
1985年
16戦中完走4回、最高位も9位に留まる。自身のF1キャリアで初（結果的には17年間で唯一）の年間ノーポイントに終わる。このアルファロメオ時代の不振で「レースを楽しめなくなって、もう辞めようかと考えた。満足できる結果がほとんど無く、つらい時期だった」と吐露しており、この年双子の娘（第2子・3子）マダレーナとベアトリーチェが誕生したことで「またやる気を掻き立てることができた」と述べている。

#### 第2期ブラバム時代
1986年
ブラバムに復帰する。この年のマシン「BT55」は、安定性を高めるべく、車高を極限まで低くした形状をしており、ゴードン・マレーの渾身作だった。しかしエンジンを傾けて搭載するなど特殊な設計のマシンは扱いにくい上にトラブルが続出。パトレーゼは6位入賞が2度のみという成績でランキング15位に終わった。5月にはチームメイトで同胞のエリオ・デ・アンジェリスが、テスト中に事故死する悲劇にも見舞われた。しかし前2年のアルファロメオ時代よりもブラバムではチーム状態も整理されていたため、「バーニー(・エクレストン)が私をブラバムに引き戻してくれたことで、アルファでの危機的状況から救ってくれたということは理解していた。そこで、レースに挑む姿勢を見直して、結果が出なくても客観的に捉えるようにしたんだ。32歳にもなっていたしね。娘の誕生でレース以外にも人生に満足を与えてくれるものはあると教えてもらったのも大きい。他人にも八つ当たりをしなくなり、家族もチームスタッフも以前より私と接するのが楽になったんじゃないかな。」と自身の変化を分析している。
1987年
BT55の失敗から、チームはセルジオ・リンランドの手によりオーソドックスなマシン「BT56」に手直ししたが、引き続き苦戦を強いられ、パトレーゼの入賞は前年同様2回に留まった。しかし、第14戦メキシコGPでは3位となり、3年ぶりに表彰台に立った（他の入賞は5位1回でランキング13位）。アルファロメオ時代より内容は上向き、入賞することもできたが、第2期ブラバム時代もチーム力低下のタイミングと重なり、結果的に不遇の時期となった。

#### ウィリアムズ時代

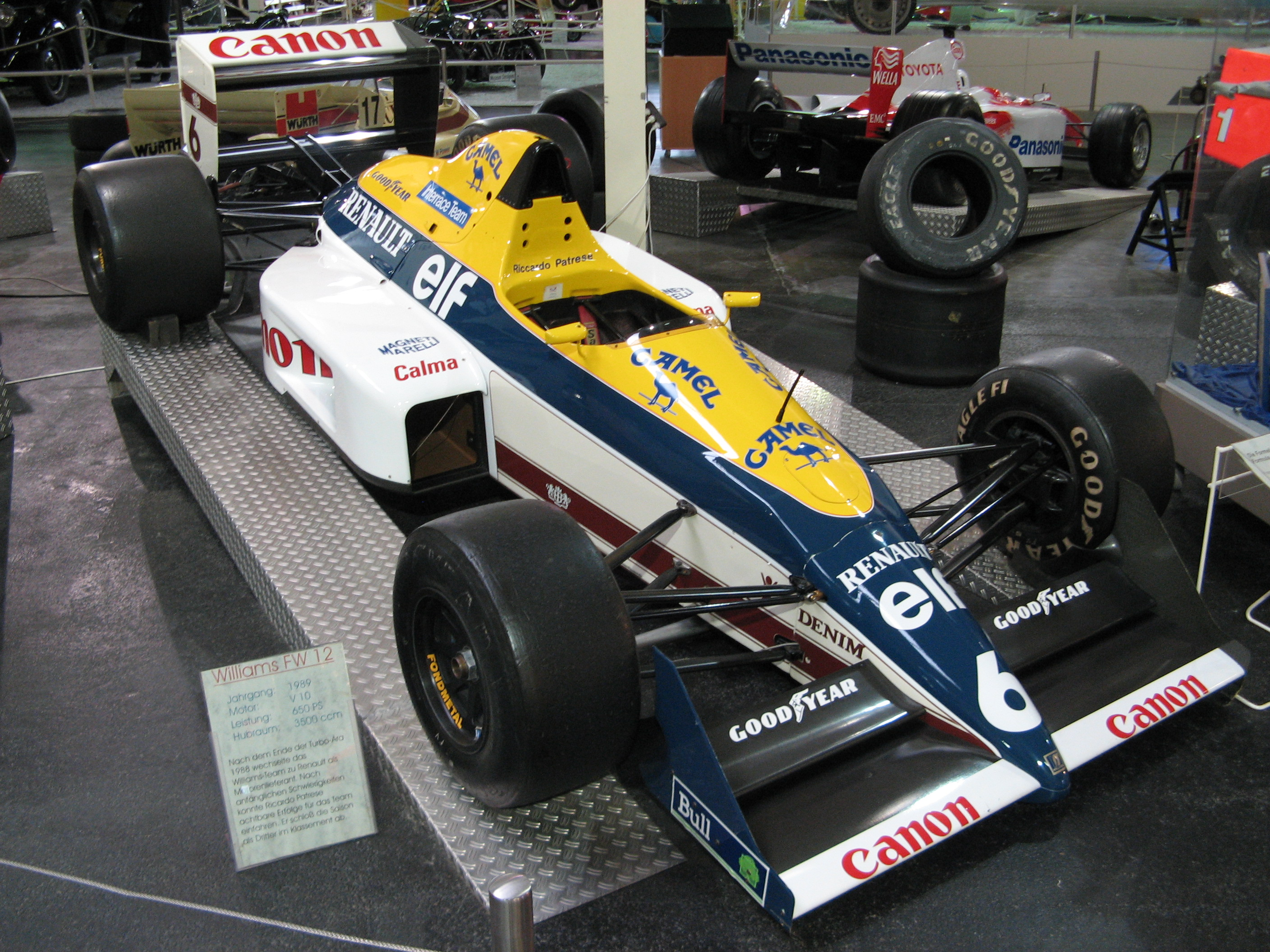
ウィリアムズ・FW12(1989年)

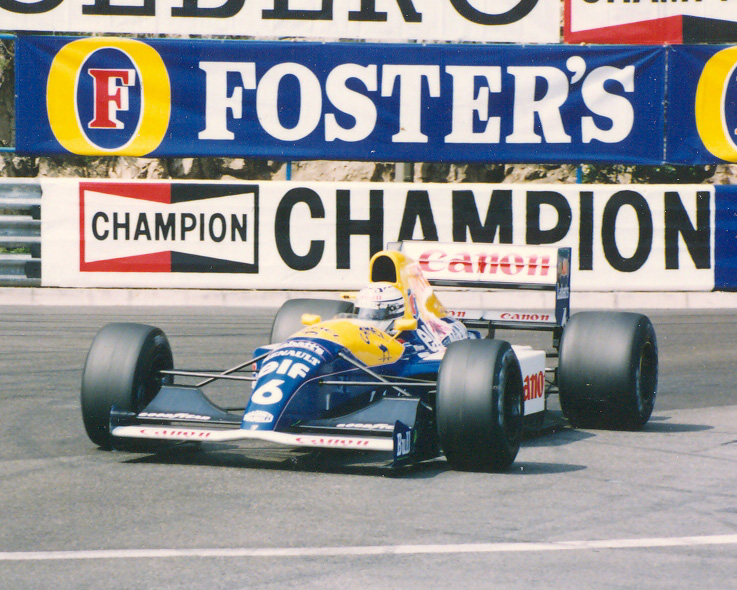
ウィリアムズ・FW14を駆るパトレーゼ（1991年モナコGP）

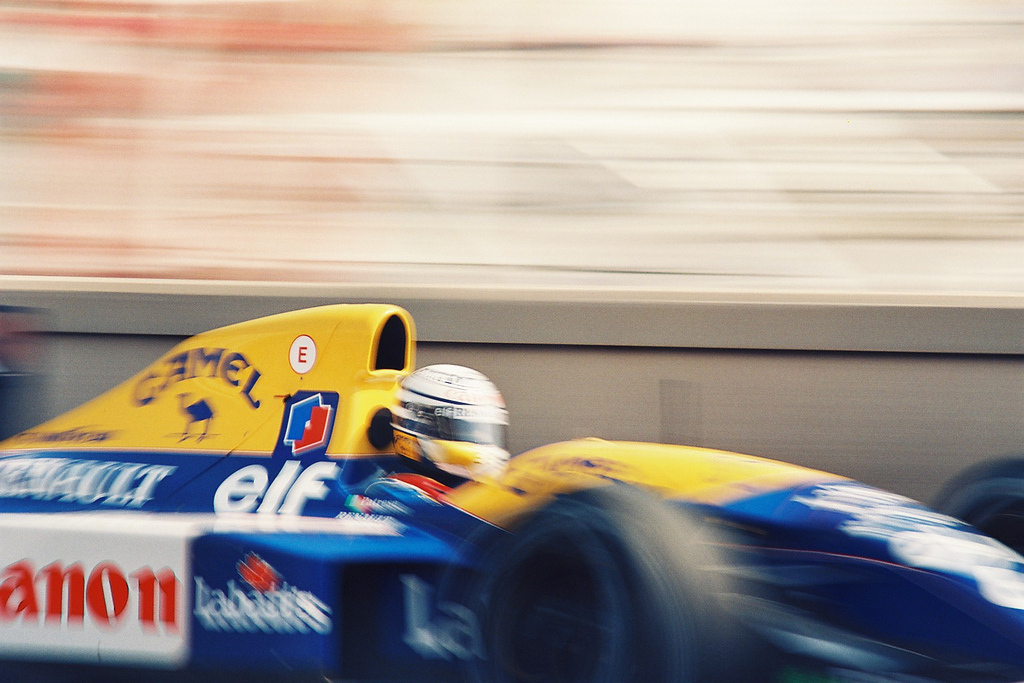
ウィリアムズ・FW14Bを駆るパトレーゼ（1992年モナコGP）

1987年
第15戦日本グランプリにて、ウィリアムズのナイジェル・マンセルが予選中にクラッシュ、この事故で背骨を痛め日本グランプリおよび最終戦オーストラリアグランプリの出場が不可能となった。最終戦はすでに翌1988年からのウィリアムズ移籍が決まっていたパトレーゼが代役として参戦し、終盤でリタイアするも、9位で完走扱いになっている。また彼にとって、ホンダエンジンを搭載したマシンで参戦した唯一のF1レースだった。その決定が急で新たなヘルメットが準備できなかったため、ブラバムのスポンサー仕様のままウィリアムズのスポンサーを追加して使用した。
1988年
ウィリアムズから参戦し、マンセルとコンビを組んだ。しかしこの年のFW12は、前年チャンピオンをもたらしたホンダのターボエンジンを失い、ジャッドの自然吸気（NA）エンジンでの参戦となった。ターボに比べると非力なうえにオーバーヒートが多く信頼性が低いエンジンにより16戦中半数の8戦でリタイヤした。しかし、トラブル多発だったアクティブサスペンションを放棄したシーズン終盤は連続入賞を記録し、8ポイントを獲得した（ランキング11位）。
1989年

チームがエンジンをルノーに変更し戦闘力も向上。チームメイトはフェラーリへ移籍したマンセルに代わり、ベネトンから移籍してきたティエリー・ブーツェンとのコンビになった。開幕戦ブラジルグランプリで6年ぶりのフロントローを獲得し、決勝ではスタートからトップを走行。その後マンセル、プロストに抜かれ、最終的にはオルタネーターのトラブルでリタイヤしたが、FLをマークしている。その後、第4戦メキシコグランプリからの3連続で2位を獲得、第7戦フランスグランプリでも3位に入り4連続表彰台を記録した。また第10戦ハンガリーグランプリでは、1983年第13戦イタリアグランプリ以来となるPPを獲得し、決勝でもトラブルでリタイヤするまでトップを守り続けた。
この年勝利を挙げることはなかったが、6度の表彰台（2位4回、3位2回）を含め9度の入賞を記録し、ランキングでマクラーレン勢に次ぐ3位となった。
1990年
第3戦サンマリノグランプリにおいて、予選3位から7年ぶり99戦ぶりの優勝を飾った。優勝と優勝の間がこれ程開いた例は他にない。この年のFW13Bは、信頼性はあったが速さに若干欠けており、表彰台はサンマリノでの優勝のみとなり（チームメイトのブーツェンは2回）、計8度の入賞もランキングは7位に留まった。しかしFLをこの年の最多となる4度獲得し、予選でも2度フロントローを獲得した。
1991年

マンセルがウィリアムズに復帰し、3年ぶりにコンビを組むこととなった。この年はパトレーゼが最も輝いたといわれ、開幕より予選でマンセルを凌ぐ速さを見せ、第5戦カナダグランプリではシーズン初のPPを獲得（決勝は3位）。続く第6戦メキシコグランプリでも体調不良ながら予選でPPを獲得すると、スタートでは出遅れ4位に落ちるも、その後はマンセルをも抜き去り優勝。自身初のポール・トゥ・ウィンを達成することとなる。
第7戦フランスグランプリでも3戦連続のPPを獲得するが、決勝ではスタート時にセミオートマチックトランスミッション（セミAT）のトラブルが発生。1周目の1コーナーで早々とトップ集団から脱落し、その後もタイヤ交換でもたつき周回遅れになる等、良いところの無いレースとなった（5位）。このレースで優勝したマンセルの調子が上がってきたこともあり、以後は予選ではマンセルに先行されることが多くなり、決勝でもマンセルの陰に隠れがちとなった。しかしマンセルが失格となった第13戦ポルトガルグランプリでは、チームの混乱を最低限に留める、自身2度目のポール・トゥ・ウィンを達成した。
この年のPP4回、2勝はいずれも自身のシーズンベスト記録であり、またポール・トゥ・ウィンをマークしたのもこの年のみである。FLも3度獲得している。ランキングでは、チャンピオン争いを繰り広げたセナ、マンセルに次ぐ3位となった。決勝の獲得ポイントではマンセルに敗れたものの、予選成績では9勝7敗と上回っている。
1992年

開幕戦南アフリカグランプリで予選4位からスタートで2位を奪取するなど、前年スタートで順位を落とすことが多かったのに対し、度々好スタートを見せた。特に第3戦ブラジルグランプリ・第8戦フランスグランプリ・第9戦イギリスグランプリ・第10戦ドイツグランプリでは、2番グリッドからスタートでトップに立っている（イギリスグランプリ・ドイツグランプリではすぐに抜き返されている）。
しかし前年には無かったチームオーダーによって、パトレーゼの微妙な立場が垣間見えるシーンも多く見られた。フランスグランプリでは、当初はマンセルと激しいバトルを行いながら、雨天での中断を経た再スタート後に、手を挙げて先行させている。またイギリスグランプリでも、タイヤ交換のタイミングでマンセルが優先されていた。
第5戦サンマリノグランプリが開催される一週間前のテスト走行中に右リアタイヤがパンクして制御を失い、タンブレロ・コーナーの出口で大クラッシュし首を負傷。
マンセルのタイトル決定が懸かっていた第11戦ハンガリーグランプリでは、この年唯一（結果的には現役最後となる）PPを獲得。意地を見せ、決勝でも中盤までトップを独走していたが、単独スピンを喫しその後エンジントラブルによりリタイア。2位を獲ったマンセルのチャンピオン獲得を許す結果となった。また地元・第13戦イタリアグランプリでもマンセルに譲られトップを走っていたが、アクティブサスペンションのトラブルに見舞われ、5位に終わった。第15戦日本グランプリでようやくシーズン初勝利を挙げたが、最終戦オーストラリアグランプリでもトップ走行中にトラブルでリタイアした。
前年の改良型として投入していたFW14Bが予想以上の強さを見せたウィリアムズは、開幕5連勝など完全にシーズンを支配し16戦で10勝を挙げ、パトレーゼのランキングも自身最高の2位であったが、アクティブサスペンション特有の挙動への順応に手こずったパトレーゼは1勝に留まり、6回の1-2フィニッシュでも全てパトレーゼは2位であった。予選成績でも、マンセルに2勝14敗と完敗であった。また、決勝レースでもマンセルを追撃するどころか、セナやミハエル・シューマッハの追撃を激しく受ける場面も幾度か見られた。

#### ベネトン時代

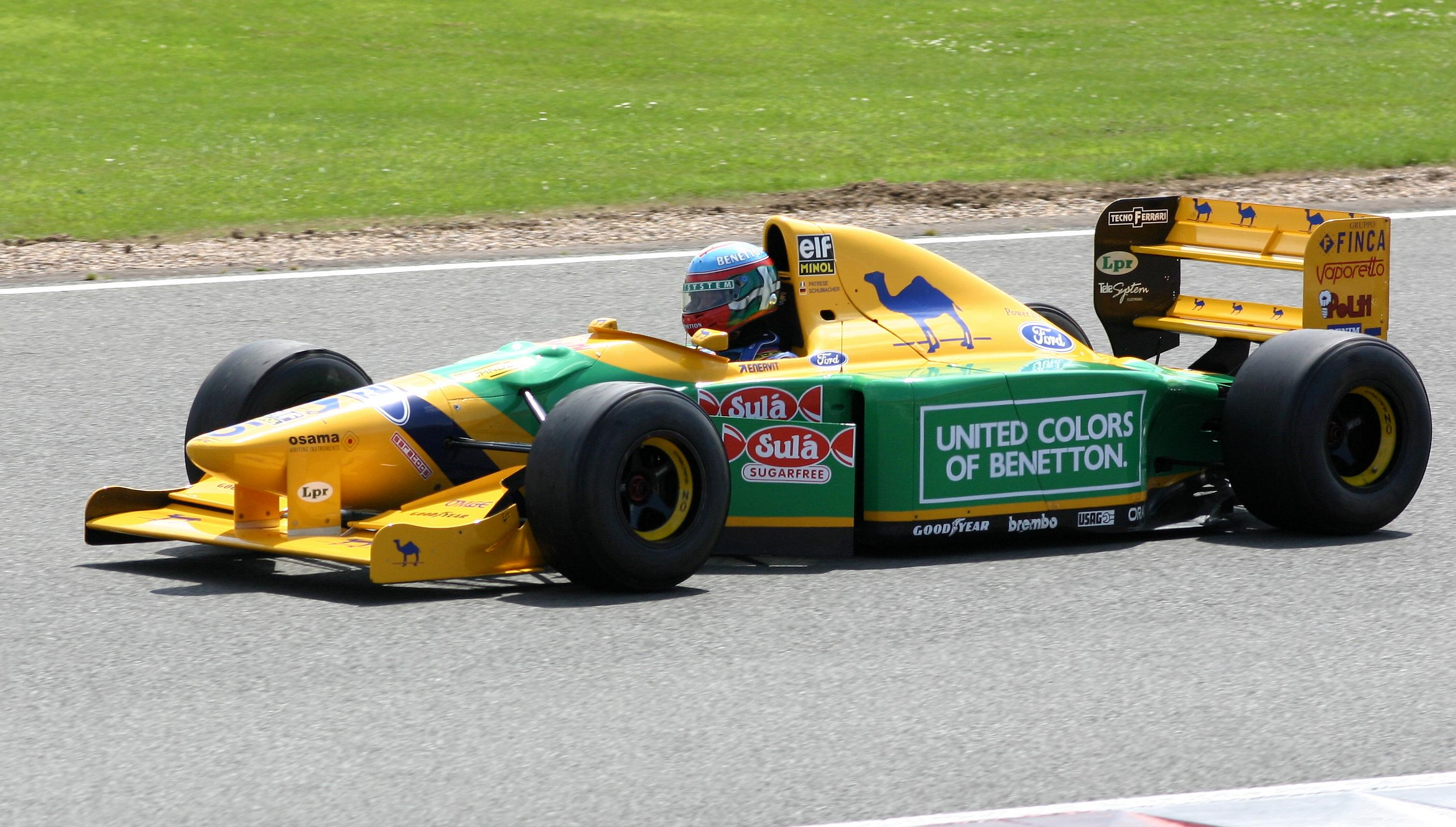
ベネトン・B193(1993年)

1993年

年俸の高騰、ウィリアムズチームのやり方への不満などを理由にベネトンに移籍。しかし、ベネトンチームがミハエル・シューマッハ中心主義であったこともあり、予選で3秒差をつけられることもある等、精彩を欠いた。第7戦カナダグランプリでは、走行中に足が攣り棄権するなど、体力面での衰えも見られた。第14戦ポルトガルグランプリでは、トップ走行中のシューマッハが、中盤のJ.J.レートを周回遅れにしようとした際、後方のパトレーゼと間違えられてブロックを受ける場面もあった。後半戦にはやや調子を上げ連続入賞を記録、第9戦イギリスグランプリ（3位）・第11戦ハンガリーグランプリ（2位）では表彰台にのぼった。ランキングでも、この年の未勝利者では最高位となる5位に入ったが、翌年のシートを喪失することとなった。

#### F1引退
1994年はあくまでシートを獲得出来なかっただけであり、当初は復帰を狙いマクラーレンなどと交渉していた。しかし同年のサンマリノグランプリでアイルトン・セナが死亡すると、ウイリアムズからセナの代役オファーも来ていたが断り、同時にF1引退を表明した。
F1からの引退後は、1995年にツーリングカーレースへ参戦。1996年シーズン終盤には、「最新のF1を運転したくなった」というパトレーゼの希望に応え、シーズン中にもかかわらずウィリアムズがテストチーム総動員で、当時の現役マシンFW18を提供。シルバーストーンでのテスト走行が実現し、同年イギリスグランプリの予選5位に相当するタイムを記録した。
2008年9月10日、ホンダのルーベンス・バリチェロがパトレーゼのF1出走記録を更新したことを受けて、ホンダが前記録保持者となったパトレーゼに敬意を表し、RA107に搭乗する機会を提供。スペイン・ヘレスにてテストドライブを行った。

### F1以外のカテゴリ
F1参戦中も並行して他のカテゴリーへしばしば参戦し、1977年と1978年には、F3規格導入以前のマカオグランプリを2年連続で制覇している。1979年よりランチア、アルファロメオなどアバルト関連のドライバーとして、グループ5、グループC、プロカー選手権などのマシンの熟成テストを担当し、実戦でもしばしば起用された。1982年に富士で初開催されたWEC-JAPANにもランチア・ワークスの一員として参戦している。ランチアではミケーレ・アルボレート、アレッサンドロ・ナニーニ、ピエルカルロ・ギンザーニらとチームを組んで参戦した。
1997年には、ニスモから日産・R390を駆ってル・マン24時間レースに参戦（結果はリタイア）。これを最後に、本格的なレース活動は行っていないが、時折草レース等に出場しレーシングカートを趣味として走らせている。2005年・2006年には、グランプリマスターズに出場した。
2018年7月、スパ24時間への参戦が発表された。ドライバーカテゴライズは年齢や最近のレースキャリア等により、アマチュアと同レベルとなるブロンズとなる。チームメイトはパトリック・デパイユの息子、ロイック、WTCRに参戦中のエステバン・グエリエリ、SUPER GTに参戦中のベルトラン・バゲットの3名。「まだドライブした時間は少ないから、周回を重ねるたびにいろんな物事を学んでいるよ。でも、またレースを戦うこと、そしてチームを仕事をして、サーキットの雰囲気を楽しむことにすごく興奮しているよ」と語った。レースは総合32位、クラス7位で完走した。

## 記録
1989年第2戦サンマリノグランプリにおいて、当時の最多出走記録を上回る176戦目を達成。その後も記録を更新し続け、最終的には足かけ17年で、通算256戦にまで達した。これは2008年第5戦トルコグランプリでルーベンス・バリチェロによって破られるまで、約15年間に渡り最多記録だった。
また、1982年第5戦ベルギーグランプリから1993年最終戦オーストラリアグランプリまで記録した187戦連続出走も、連続記録としては最多であったが、2006年の第2戦マレーシアグランプリにて、通算記録より一足早くデビッド・クルサードに更新されている。
1982年モナコグランプリでの71戦目の初優勝は当時の最遅記録である（2020年現在の記録はセルジオ・ペレスの190戦目）。
1983年から1990年サンマリノGPまでの間、99戦の優勝間隔の長さは最長記録だったが、2018年にキミ・ライコネンが5年・113戦ぶりの優勝を記録。レース数はライコネンが上だが、年数では7年でパトレーゼが上となる。
グランプリ出走数自体が多く、またキャリアの終盤を迎えるまで信頼性の低いマシンを駆ることも多かったため、リタイヤ総数は130という不名誉な記録もある。これは、クラッシュが多く「壊し屋」と呼ばれたアンドレア・デ・チェザリスに次ぎ、F1歴代2位である。デ・チェザリスもパトレーゼには及ばないものの、通算208戦と多くのグランプリに参戦したドライバーだった。

## フェラーリとの縁
前述の1978年だけでなく、1989年にゲルハルト・ベルガーが翌年のマクラーレン・ホンダへの移籍発表をした後任として、パトレーゼはフェラーリのチェーザレ・フィオリオから加入の打診を受けた時期があり、イタリアで連日報道された。フィオリオはエンツォ・フェラーリの死去後に影響力を強めた親会社フィアットの意向を受けて、主要スタッフの多国籍化が進んだフェラーリをイタリアの血を持つもので構成する純血主義路線へと回帰するために動いており、実際にイギリス人のジョン・バーナードを冷遇、契約を更新せずに放出し、イタリアにルーツをもつエンリケ・スカラブローニを呼ぶなど遂行していた。フィオリオは7月のイギリスGP開催期間中に「来季マンセルのパートナーとして契約するのはイタリア人になるだろう。経験の浅い若手ではなく、相応のキャリアがある。」と発言、パトレーゼとの交渉状況を示唆した。8月に入ると「パトレーゼのフェラーリ入りがベルギーGPで正式発表される。」と確定的な報道もされた。しかし、7月にマクラーレンからの離脱を表明したあと、ウィリアムズにエンジン供給を開始しF1復帰していたルノーと交渉を重ね、ルノーサイドから「プロストからの返事待ちだ。」と公言されていたアラン・プロストが、8月に入ってフィオリオとコンタクトを取り、移籍交渉先をフェラーリへと切り替えた。プロストがルノー（ウィリアムズ）とサインした場合は、パトレーゼの席に座りブーツェンとコンビを組む線で話が進んでいたが、プロストとフィオリオの交渉開始によってこの話は流れ、フィオリオの優先順位は明確にパトレーゼよりプロストの方が上であった。一方で、同年のプロスト獲得の線が消えた時点でフランク・ウィリアムズはパトレーゼに契約更新を申し出た。9月イタリアGPでフェラーリへのプロスト加入が正式発表された。その翌週パトレーゼは、「フランクが君はチームに必要なんだ、って言ってくれたから残るよ。」と話し、同年の移籍市場は閉じられた。
翌1990年も、フェラーリ在籍中だったマンセルがイギリスGPにて突然引退を発表（後に撤回）したあと、その空席をめぐって後任の理想は誰なのかとイタリアメディアから問われたフィオリオが「カペリと仮契約済だとガゼッタに出てたけど、彼とはまだ何もサインしてない。マンセルの引退撤回や、パトレーゼの線も残ってる。」と回答した。8月ハンガリーGPから9月イタリアGPまでの2週間は本格的な交渉に進展した。フランク・ウィリアムズはすでにチームメイト・ブーツェンとは契約更新しないことを決めており、開幕前の2月にティレルの新人ジャン・アレジと2年契約をすでに結んでいる状況だったが、アレジが初夏以降「ワクワクしないチーム（ウィリアムズ）で走るより、僕はフェラーリにしか心が躍らないということを知ってしまった。」と発言するなどフェラーリからの勧誘に気持ちが傾いてしまったため、フランクはパトレーゼにサラリー条件を上積みしての延長オファーを出した。パトレーゼは自身の後にフェラーリと交渉することになるアレッサンドロ・ナニーニ同様、プロストの完全No.1体制や自身にTカー使用権利がない契約条件を嫌い、10月1日にウィリアムズの更新申し出に応じ残留すると正式発表。キャリアで何度か訪れたフェラーリ入りの交渉は成就しなかった。

## エピソード
- 鈴鹿でのF1初開催より10年前の1977年、JAFグランプリ鈴鹿ラウンド参戦のため来日し、F2で優勝を飾っている[15]。また、当時から130Rを絶賛していた。F1でも、最後となった1993年以外は完走しており、特に1992年はF1最後の優勝を飾るなど、非常に相性の良いサーキットだった。本人も鈴鹿サーキットは気に入っており、「最後の優勝が鈴鹿だったことは名誉なことだ」と述懐している。
- ブラバム・BMWと契約していた時代にBMWから当時のフラッグシップモデルであるBMW・745iを貸与されていたが、メルセデス・ベンツ・500SEL、500SECを愛用していたことがある。
- 1988年からのウィリアムズ入り決定後のインタビューで、実は1981年オフにもウィリアムズに加入する可能性があったと話している[16]。そのときはバーニー・エクレストンとブラバムに入る2年契約に既にサインをしており、その翌週フランク・ウィリアムズから「ウチに来てほしい」と電話が来て、すれ違ってしまったという。パトレーゼを断念したウィリアムズはケケ・ロズベルグに連絡を取りケケがウィリアムズ入りすることになり、結果的に1982年のチャンピオンを獲得した。パトレーゼは「だから7年を経て交渉がやっと実ったということだね」と話した。
- ウィリアムズ時代、最終戦オーストラリアグランプリの晩は、パトレーゼがメカニック全員をレストランに招待し、盛大なパーティーを行うのが恒例であった。そのことを知ったイギリス人ジャーナリストのナイジェル・ルーバックは、「（パトレーゼの）チームメイトの某氏の方が数倍のサラリーを貰っているのに、スタッフを労わない」と母国のエース、すなわちナイジェル・マンセルを批判した。
- F1引退後、1995年にドイツ・スーパーツーリング選手権 (STWカップ) にフォード・モンデオで参戦。このレースのホッケンハイム戦でスタート直後に多重事故が発生。ストップしていたマシンに追突して首にダメージを負い、自力でヘルメットを取ることができないイヴァン・カペリのヘルメットを取って彼を助けている。パトレーゼ自身もこの事故に巻き込まれる形となりリタイアしている。
- 「スパ・フランコルシャンは、ずっと長いこと僕のお気に入りのサーキットなんだ」と語っている[2]。
- 1989年オーストラリアGPでは、3位を走行する終盤に中嶋悟の猛追を受け、一時は1秒台まで差を縮められるが、最終的には4.7秒差で振り切り3位を死守。中嶋は4位となり、日本人初の表彰台は叶わなかった。翌1990年日本GPには、3位を走行する中盤に今度は鈴木亜久里の追い上げを受け、ピット作業で先行され4位となり、亜久里の日本人初となる表彰台を許した。日本では結果的に、2年連続で「日本人初の表彰台」への壁として扱われることとなった。

### 特筆されるもしくは物議を醸したグランプリ
1978年第14戦イタリアグランプリ
スタート直後に多重クラッシュが発生し、当時のスタードライバーだったロニー・ピーターソンが死亡した。当時血気盛んだったパトレーゼの進路変更がクラッシュの原因だったとしてパトレーゼは大きな批判を浴びた。このためパトレーゼはイタリアグランプリの次戦・アメリカ東グランプリの出場停止処分を受けている。
実際には全車が停止する前にスターターがスタートランプを点灯させたため、勢いがついたままスタートした後方集団がパトレーゼを押し出す形になったのが事故の原因と確認されたことや、雑誌に掲載された写真を分析した結果、パトレーゼが進路変更しようとしているときにはすでに完全にジェームス・ハントの前に出ており（ハントはパトレーゼが自分の方にマシンを寄せ「ロニーの方に押した」と強く主張した）、十分なスペースがそこにあったことが判明したことで、後日パトレーゼの名誉は回復されている。
ピーターソンのマシンに直接接触したハントは、引退後BBCのテレビ解説の席においてパトレーゼを酷評し続けた。奇しくもハントが死去した1993年はパトレーゼにとってF1最終年にもなった。なお、イタリアGPをきっかけにニキ・ラウダとハントが主導してパトレーゼの出場停止を訴えていたことでラウダとも確執があったが、「彼とは1979年に直接ちゃんと話して、お互いの誤解を解消した。なんの問題も残ってないよ。」と雪解けしている。
1981年第5戦ベルギーグランプリ
金曜日予選前のプラクティスにて、オゼッラのメカニックがカルロス・ロイテマンのマシンに撥ねられる事故が発生（メカニックは翌週に死亡）。また、予備予選の実施を訴えていたグランプリ・ドライバーズ・アソシエーション (GPDA) の訴えが認められなかったため、ドライバーがグリッド上で抗議を行い、スタート時間が遅れる結果となった。
その後、フォーメーション・ラップも終了し、ようやくスタートという際、4番グリッドにいたパトレーゼのマシンがエンジンストール。すぐに手を挙げ周囲に知らせ、メカニックもマシンに駆け寄ったが、シグナルはそのまま青に変わりレースは開始された。後方のドライバーの多くは、ぎりぎりで避けていったが、チームメイトのジークフリート・ストールは避けきれず、マシン後方部にいたメカニックもろとも巻き込む形で接触してしまった。
結果的に高速で追突されたうえに、マシン間に挟まれる形で衝撃を受け止めたメカニックは、一命は取り留めたものの、両足複雑骨折の重傷を負った。この事故でレースは中断され、後に再スタートとなったが、それも雨により全周消化前に打ち切られている。
1982年第6戦モナコグランプリ
初優勝となったこのレースは、F1史の中でも有数のサバイバルレースと言われている。まず残り3周までトップを独走していたアラン・プロストが、周回遅れのマシンを追い抜こうとして体勢を乱してクラッシュしリタイア。さらに、それによりトップとなったパトレーゼ自身も、残り2周のロウズ・ヘアピンでスピンし順位を下げることとなった。
そしてファイナルラップでは、ディディエ・ピローニのフェラーリとアンドレア・デ・チェザリスのアルファロメオがガス欠で止まり、最終的にはパトレーゼが再び首位に立ち優勝となった。
このように状況が錯綜したため、レース終了直後は誰が勝者なのかが確認しにくくなった。パトレーゼ本人もチェッカーフラッグを受けた後にピローニを拾ってピットに戻って来るまで、自分が勝利したことを知らなかったと語っている。
1982年第13戦オーストリアグランプリ
予選ではピケがPP、パトレーゼが2番とブラバム勢がフロントローを独占した。決勝でも、途中での燃料補給を前提に、ハーフタンクでスタートした2台は、序盤から3位以下を大きく引き離し1-2体制を維持した。2周目にトップに浮上したパトレーゼは、ハイペースで飛ばし続け、8位のニキ・ラウダまでを周回遅れとし、先にピット作業を行ったピケに代わり2位となったプロストを30秒以上突き離した状態で、22周目にピット・イン。燃料補給・タイヤ交換を終え、トップのままレースに復帰した。
しかし28周目、エンジントラブルからマシンがオイルを吹き、そのオイルに乗ってスピン。激しくコースアウトしリタイヤ、シーズン2勝目はならなかった。
1983年第4戦サンマリノグランプリ
6周目からトップを守っていたパトレーゼだが、ピットインの際に通常のラインを越えて停止してしまいタイムロス、この間にフェラーリのパトリック・タンベイが先行した。その後は猛追を見せ、残り6周となった55周目に再び首位を奪い返したが、その周のうちにクラッシュを喫しストップ、優勝を逃す結果となった。
パトレーゼにとっては母国GPであったが、クラッシュの際にあがったのは、フランス人のタンベイがドライブするフェラーリがトップに立った事への大歓声だった。この出来事はパトレーゼに大きなショックを与え、後に「イタリア人には地元GPはない（国民はイタリア人ではなく、何人が乗っていようとフェラーリを応援するため）」との発言も残している。「レース後、観客が最後の僕の失敗を喜んで、口笛を吹いてくるのにとてもショックを受けた。イタリアなのにイタリア人の僕の失敗を喜んで、フランス人の勝利を喜んでるんだからね。イモラでフェラーリが勝ったんだから仕方ないと理解してはいても、かなり傷ついた。」とこの日の心境を話した。
1983年最終戦南アフリカグランプリ
チームのエースである、ピケの逆転チャンプが掛かる状況の中、ピケが2位グリッド、パトレーゼは3位グリッドからのスタート。決勝ではPPのタンベイを2人ともがスタートで抜き序盤から1-2体制を構成し、逆転チャンプ獲得に有利な状況を作り出した。トップのピケが少ない燃料で飛ばす一方、燃料を多く積んだパトレーゼは2位走行で3位以下を完全に抑え込み、セカンドドライバーとして援護した。その後、ランキング首位のプロストがトラブルによりリタイヤ、無理をする必要の無くなったピケから首位を譲られ、自身2勝目を挙げた。
1989年第10戦ハンガリーグランプリ
予選で1983年第13戦イタリアグランプリ以来、92戦・6年ぶりとなるPPを獲得。決勝でもスタートからトップを走り、終盤まで2位以下を抑えていたが、水漏れトラブルにより53周目のホームストレートで、急激にペースが落ち次々後退。結局リタイヤに終わり、久々の優勝はならなかった。
1990年第3戦サンマリノグランプリ
PPから逃げトップを走っていたセナが、4周目にホイールトラブルで早くもリタイヤ。その後トップに立った同僚のティエリー・ブーツェンは、ピットイン時のミスで後退、その後はマクラーレンのゲルハルト・ベルガーが終盤までトップを走行していた。しかしマシンバランスの悪さから次第にペースが上がらなくなり、パトレーゼが差を詰めていく。51周目、最終シケインでベルガーを差しそのままトップでチェッカーを受け、99戦・7年ぶりの勝利を地元で手にした。
勝利後、「僕はウィリアムズに乗っているけど、今回の優勝ではイモラのフェラーリファンも僕に拍手してくれた。7年前のここで最後スピンして勝利を逃した後、口笛を吹かれたトラウマがやっと払拭できるよ。あの傷はまだ消えてはいないけど、今は最高の気持ちだ。」と喜びを語った。
1991年第3戦サンマリノグランプリ
予選でセナに続く2番グリッドを獲得。決勝日はレース直前に土砂降りの雨が降り出したが、この際にセナは晴れ用セッティング、パトレーゼは雨用セッティングを採用した。迎えた決勝レースでは、パトレーゼは完璧なスタートを見せセナに先行、一時は5秒以上のマージンを築いたが、徐々に雨脚が止むと、晴れ用セッティングを採用したセナが有利な状況となった。
また、パトレーゼのマシンにエンジンのミスファイアが発生し、9周目にはセナがすぐ背後にまで迫っていた。状況を打破する為、セナに先立ってピットへ入るが、前述のミスファイアにより大きく後退、一度は復帰するも電気系トラブルにより、17周目にリタイヤ。イモラ2連覇はならなかった。
1991年第6戦メキシコグランプリ
現地で酷い食中毒に見舞われ、体力を消耗したパトレーゼは、金曜・土曜のセッションでの走行を減らし、日曜の決勝に備えた。そのような状態ながらも、予選でPPを獲得するが、決勝ではスタートに失敗し、一旦4位にまで後退する。しかしアレジ、セナを抜き2位までポジションを回復すると、14周目にはトップであり、チームのファーストドライバーであるマンセルのすぐ背後にまで迫った。
セカンドドライバーではあるものの、チームオーダーのない状況であった為、パトレーゼは15周目にマンセルに仕掛け、ホイールをぶつけ合う激しいバトルの末、トップを奪取。その後はトップを維持し、終盤にはマンセルに猛追されたものの、そのまま自身初のポール・トゥー・ウィンを達成した。
1991年第13戦ポルトガルグランプリ
予選で7戦ぶりにPPを獲得。決勝でもスタートを決めてトップを維持するが、タイトル争いの最中だったマンセルに協力し、18周目には先行させた。しかしマンセルは30周目のピットイン時、ホイール・ナットを締め忘れたまま発進させるという、クルーのミスにより大きく後退した（その後、ピットレーン上でタイヤ交換を行ったことを理由に失格）。
再びトップに戻ったパトレーゼは、その後独走でレースを進め、2位のセナに20秒差をつけシーズン2勝目を記録。チームの混乱を最低限に留めた。
1992年第8戦フランスグランプリ
予選2位からスタートを決めマンセルに先行、その後はペースで勝るマンセルが再三仕掛けるが、パトレーゼも譲らない。2人が激しいバトルを続ける中、突然の雨を理由に18周目に赤旗が提示され、一旦レースは中断された。
その後、2ヒート制とし再スタートしたが、中断前までバトルを行っていたウィリアムズ勢は、パトレーゼがあっさりマンセルを先行させ、以後そのままの順位でレースが終了した。
中断前と再開後であまりにパトレーゼの反応が違っていた為、レース終了後に「マンセル優先のチームオーダーが出されたのではないか」との推測が飛び交った。当時のパトレーゼは「ノーコメント」を貫いたが、後年「マンセルを先行させるように指示があった」と明かしている。
1992年第10戦ドイツグランプリ
2位を走行していたパトレーゼだが、タイヤ交換により一旦4位まで後退。その後3位のシューマッハを、激しいバトルの末32周目に攻略し、残り5周となった42周目には2位セナの背後に迫る。しかし、セナを抜こうと再三仕掛けるものの抜くことは出来ず、ファイナルラップで高速区間の最後であるアジップ・カーブでラインを外してまたも仕掛けるが、オーバースピードでスピンアウト。ホイールスピン状態でコースに戻れず、8位完走扱いとなった。
2位を守ったセナは、レース後に「表彰台で健闘を称え合いたかった」とパトレーゼが登壇出来なかったことを残念がるコメントを残している。
1992年第14戦ポルトガルグランプリ
2位を走行しながら、ピットでタイヤ交換中にリアジャッキが折れるアクシデントで大きくタイムロスし4位に後退したパトレーゼは、3位のベルガーを追走していた。
43周目、最終コーナーを立ち上がったところで、ベルガーはタイヤ交換のためピットに向かおうとしてスピードを緩めた。しかし、パトレーゼはそれに気付かずスリップストリームに入っていたため、回避する間もなくベルガー車の左リアタイアに追突、マシンはノーズを上にして宙に浮かび上がり、ホームストレートに落下するとピットウォールを擦りながら滑走した。
パトレーゼはただちにマシンから脱出したが、仮にマシンが逆さまに落下していれば生命が危ぶまれ、或いはマシンがピットウォールを飛び越えてピットレーンへ突っ込んでいれば大惨事に至りかねなかったほどの衝撃的なクラッシュであった。
リタイア後、レース終盤にパドックに姿を見せたパトレーゼは、報道陣に対してベルガーを手厳しく批判、声を荒らげながら「殺人行為だ」と言い切った。
1992年第15戦日本グランプリ
2番グリッドからスタートし、決勝でもマンセルに次ぐ2位を走行していたが、35周目にマンセルに譲られ首位に浮上。その後、マンセルがエンジントラブルでリタイヤしたが、パトレーゼはトラブルに見舞われることなく、そのままトップでチェッカーを受けた。
マンセルが当時の年間最多勝利数を更新するなど、シーズンを通し圧倒的な強さを見せる一方、マシンの開発に貢献しながらも、ここまで勝ち星のなかったパトレーゼにとっては、ようやくのシーズン初勝利となり、またこの優勝が、結果的に自身最後のF1優勝ともなった。

### 趣味
スキーの腕前はプロ級で、F1パイロットたちが毎年行っているF1スキーウイークの大会では何度も優勝しており、F1デビュー前にイタリアナショナルチームの強化選手に名前が挙がったほどである。同じくスキー趣味を持つミハエル・シューマッハがチームメイトだった時には、パトレーゼにスキーが上手くなる方法を尋ねたこともあったとされる。万能な運動能力でテニス、ゴルフ、サッカーなどもこなす。自宅にもフィジカルトレーニング用のジムを完備していたが、F1シーズンオフである冬の期間は自宅から近いプロサッカークラブ「カルチョ・パドヴァ」のクラブ施設でもフィジカルトレーニングをしていた。
また鉄道マニア、鉄道模型愛好家でもあり、世界最大の鉄道模型メーカー「メルクリン」の世界的コレクターである。自宅には数多くの鉄道模型コレクションが飾られており、1988年時点でメルクリン製HOゲージ車両は1935年以降のクラシックモデルを全てコンプリートしているという大コレクターであったが、「近年の車両はキレイすぎて収集意欲が少し落ちてしまったよ・笑」とも語っている。ウィリアムズ時代、スポンサーだったキヤノン主催のイベントでは「日本のいちばん速い新幹線は?」と訊かれて「ノゾミ!」と即答した。

## レース戦績

### イタリア・フォーミュラ3選手権
| 年     | チーム                           | エンジン | 1   | 2     | 3   | 4     | 5     | 6     | 7   | 8     | 9       | 10    | 11    | 順位 | ポイント |
| ------ | -------------------------------- | -------- | --- | ----- | --- | ----- | ----- | ----- | --- | ----- | ------- | ----- | ----- | ---- | -------- |
| 1976年 | トリベラート・レーシング・チーム | トヨタ   | MUG | VAR 9 | MAG | PER 1 | CMT 2 | MNZ 1 | CMT | IMO 3 | MNZ DNQ | VLL 2 | MAG 1 | 1位  | 48       |

### ヨーロッパ・フォーミュラ3選手権
| 年     | チーム                           | シャシ          | エンジン     | タイヤ | 1     | 2     | 3     | 4      | 5     | 6     | 7     | 8     | 9       | 10    | 順位 | ポイント |
| ------ | -------------------------------- | --------------- | ------------ | ------ | ----- | ----- | ----- | ------ | ----- | ----- | ----- | ----- | ------- | ----- | ---- | -------- |
| 1976年 | トリベラート・レーシング・チーム | シェブロン・B34 | トヨタ・2T-G | G      | NÜR 3 | ZAN 1 | MAN 2 | AVU 20 | PER 1 | MNZ 1 | CET 3 | KAS 1 | KNU DNQ | VLL 2 | 1位  | 52       |

### ヨーロッパ・フォーミュラ2選手権
| 年     | エントラント                     | シャーシ        | エンジン | 1     | 2     | 3       | 4       | 5     | 6     | 7     | 8     | 9     | 10      | 11      | 12    | 13      | 順位 | ポイント |
| ------ | -------------------------------- | --------------- | -------- | ----- | ----- | ------- | ------- | ----- | ----- | ----- | ----- | ----- | ------- | ------- | ----- | ------- | ---- | -------- |
| 1977年 | トリベラート・レーシング・チーム | シェブロン・B35 | BMW      | SIL 6 | THR 5 | HOC 3   | NÜR Ret |       |       |       |       |       |         |         |       |         | 4位  | 32       |
| 1977年 | トリベラート・レーシング・チーム | シェブロン・B40 | BMW      |       |       |         |         | VLL 8 | PAU 3 | MUG 2 | ROU 2 | NOG 2 | PER Ret | MIS Ret | EST 6 |         | 4位  | 32       |
| 1977年 | トリベラート・レーシング・チーム | シェブロン・B42 | BMW      |       |       |         |         |       |       |       |       |       |         |         |       | DON Ret | 4位  | 32       |
| 1978年 | シェブロン・カーズ               | シェブロン・B42 | ハート   | THR   | HOC   | NÜR Ret | PAU     | MUG   | VLL   | ROU   | DON   | NOG   | PER     | MIS     | HOC   |         | NC   | 0        |

### 全日本F2000選手権/全日本F2選手権
| 年     | 所属チーム               | マシン             | 車番 | 1   | 2   | 3   | 4   | 5   | 6   | 7     | 8     | 順位 | ポイント |
| ------ | ------------------------ | ------------------ | ---- | --- | --- | --- | --- | --- | --- | ----- | ----- | ---- | -------- |
| 1977年 | ビクトリーサークルクラブ | シェブロン・B40/42 | 31   | SUZ | SUZ | NIS | SUZ | FSW | FSW | SUZ   | SUZ 1 | -    | -        |
| 1978年 | RACING MATE シェブロン   | シェブロン・B48    | 2    | SUZ | FSW | SUZ | SUZ | SUZ | NIS | SUZ 3 |       | -    | -        |

### F1
| 年     | 所属チーム                  | シャシー | 1       | 2       | 3       | 4       | 5       | 6       | 7       | 8       | 9       | 10      | 11      | 12      | 13      | 14      | 15      | 16      | 17    | WDC       | ポイント |
| ------ | --------------------------- | -------- | ------- | ------- | ------- | ------- | ------- | ------- | ------- | ------- | ------- | ------- | ------- | ------- | ------- | ------- | ------- | ------- | ----- | --------- | -------- |
| 1977年 | シャドウ                    | DN8      | ARG     | BRA     | RSA     | USW     | ESP     | MON 9   | BEL Ret | SWE     | FRA Ret | GBR Ret | GER 10† | AUT     | NED 13† | ITA Ret | USA     | CAN 10† | JPN 6 | 20位      | 1        |
| 1978年 | アロウズ                    | FA1      | ARG     | BRA 10  | RSA Ret | USW 6   | MON 6   | BEL Ret | ESP Ret | SWE 2   | FRA 8   | GBR Ret | GER 9   |         |         |         |         |         |       | 12位      | 11       |
| 1978年 | アロウズ                    | A1       |         |         |         |         |         |         |         |         |         |         |         | AUT Ret | NED Ret | ITA Ret | USA     | CAN 4   |       | 12位      | 11       |
| 1979年 | アロウズ                    | A1       | ARG DNS | BRA 9   | RSA 11  | USW Ret | ESP 10  | BEL 5   | MON Ret |         |         |         |         |         |         | CAN Ret |         |         |       | 20位      | 2        |
| 1979年 | アロウズ                    | A2       |         |         |         |         |         |         |         | FRA 14  | GBR Ret | GER Ret | AUT Ret | NED Ret | ITA 13  |         | USA Ret |         |       | 20位      | 2        |
| 1980年 | アロウズ                    | A3       | ARG Ret | BRA 6   | RSA Ret | USW 2   | BEL Ret | MON 8   | FRA 9   | GBR 9   | GER 9   | AUT 14  | NED Ret | ITA Ret | CAN Ret | USA Ret |         |         |       | 9位       | 7        |
| 1981年 | アロウズ                    | A3       | USW Ret | BRA 3   | ARG 7   | SMR 2   | BEL Ret | MON Ret | ESP Ret | FRA 14  | GBR 10† | GER Ret | AUT Ret | NED Ret | ITA Ret | CAN Ret | CPL 11  |         |       | 11位      | 10       |
| 1982年 | パルマラット (ブラバム)     | BT50     | RSA Ret |         |         |         | BEL Ret |         |         |         | NED 15  | GBR Ret | FRA Ret | GER Ret | AUT Ret | SUI 5   | ITA Ret | CPL Ret |       | 10位      | 21       |
| 1982年 | パルマラット (ブラバム)     | BT49D    |         | BRA Ret |         |         |         | MON 1   | DET Ret | CAN 2   |         |         |         |         |         |         |         |         |       | 10位      | 21       |
| 1982年 | パルマラット (ブラバム)     | BT49C    |         |         | USW 3   | SMR     |         |         |         |         |         |         |         |         |         |         |         |         |       | 10位      | 21       |
| 1983年 | フィラ・スポーツ (ブラバム) | BT52     | BRA Ret | USW 10† | FRA Ret | SMR Ret | MON Ret | BEL Ret | DET Ret | CAN Ret |         |         |         |         |         |         |         |         |       | 9位       | 13       |
| 1983年 | フィラ・スポーツ (ブラバム) | BT52B    |         |         |         |         |         |         |         |         | GBR Ret | GER 3   | AUT Ret | NED 9   | ITA Ret | EUR 7   | RSA 1   |         |       | 9位       | 13       |
| 1984年 | アルファロメオ              | 184T     | BRA Ret | RSA 4   | BEL Ret | SMR Ret | FRA Ret | MON Ret | CAN Ret | DET Ret | DAL Ret | GBR 12  | GER Ret | AUT 10† | NED Ret | ITA 3   | EUR 6   | POR 8   |       | 13位      | 8        |
| 1985年 | アルファロメオ              | 185T     | BRA Ret | POR Ret | SMR Ret | MON Ret | CAN 10  | DET Ret | FRA 11  | GBR 9   |         |         |         |         |         |         |         |         |       | NC (25位) | 0        |
| 1985年 | アルファロメオ              | 184T     |         |         |         |         |         |         |         |         | GER Ret | AUT Ret | NED Ret | ITA Ret | BEL Ret | EUR 9   | RSA Ret | AUS Ret |       | NC (25位) | 0        |
| 1986年 | ブラバム                    | BT55     | BRA Ret | ESP Ret | SMR 6†  | MON Ret | BEL 8   | CAN Ret | DET 6   | FRA Ret |         | GER Ret | HUN Ret | AUT Ret | ITA Ret | POR Ret | MEX 13† | AUS Ret |       | 17位      | 2        |
| 1986年 | ブラバム                    | BT54     |         |         |         |         |         |         |         |         | GBR Ret |         |         |         |         |         |         |         |       | 17位      | 2        |
| 1987年 | ブラバム                    | BT56     | BRA Ret | SMR 9   | BEL Ret | MON Ret | DET 9   | FRA Ret | GBR Ret | GER Ret | HUN 5   | AUT Ret | ITA Ret | POR Ret | ESP 13  | MEX 3   | JPN 11  |         |       | 13位      | 6        |
| 1987年 | ウィリアムズ                | FW11B    |         |         |         |         |         |         |         |         |         |         |         |         |         |         |         | AUS 9†  |       | 13位      | 6        |
| 1988年 | ウィリアムズ                | FW12     | BRA Ret | SMR 13  | MON 6   | MEX Ret | CAN Ret | DET Ret | FRA Ret | GBR 8   | GER Ret | HUN 6   | BEL Ret | ITA 7   | POR Ret | ESP 5   | JPN 6   | AUS 4   |       | 11位      | 8        |
| 1989年 | ウィリアムズ                | FW12C    | BRA Ret | SMR Ret | MON 15  | MEX 2   | USA 2   | CAN 2   | FRA 3   | GBR Ret | GER 4   | HUN Ret | BEL Ret | ITA 4   |         | ESP 5   |         |         |       | 3位       | 40       |
| 1989年 | ウィリアムズ                | FW13     |         |         |         |         |         |         |         |         |         |         |         |         | POR Ret |         | JPN 2   | AUS 3   |       | 3位       | 40       |
| 1990年 | ウィリアムズ                | FW13B    | USA 9   | BRA 13† | SMR 1   | MON Ret | CAN Ret | MEX 9   | FRA 6   | GBR Ret | GER 5   | HUN 4   | BEL Ret | ITA 5   | POR 7   | ESP 5   | JPN 4   | AUS 6   |       | 7位       | 23       |
| 1991年 | ウィリアムズ                | FW14     | USA Ret | BRA 2   | SMR Ret | MON Ret | CAN 3   | MEX 1   | FRA 5   | GBR Ret | GER 2   | HUN 3   | BEL 5   | ITA Ret | POR 1   | ESP 3   | JPN 3   | AUS 5‡  |       | 3位       | 53       |
| 1992年 | ウィリアムズ                | FW14B    | RSA 2   | MEX 2   | BRA 2   | ESP Ret | SMR 2   | MON 3   | CAN Ret | FRA 2   | GBR 2   | GER 8†  | HUN Ret | BEL 3   | ITA 5   | POR Ret | JPN 1   | AUS Ret |       | 2位       | 56       |
| 1993年 | ベネトン                    | B193     | RSA Ret | BRA Ret |         |         |         |         |         |         |         |         |         |         |         |         |         |         |       | 5位       | 20       |
| 1993年 | ベネトン                    | B193B    |         |         | EUR 5   | SMR Ret | ESP 4   | MON Ret | CAN Ret | FRA 10  | GBR 3   | GER 5   | HUN 2   | BEL 6   | ITA 5   | POR 16† | JPN Ret | AUS 8†  |       | 5位       | 20       |

- 太字はポールポジション、斜字はファステストラップ。(key)
- † : リタイアしたが、レース周回数の90%以上の距離を走行したため規定により完走扱い。
- ‡ : ハーフポイント。レース周回数が75%未満で終了したため、得点が半分となる。

### BMW・M1・プロカー・チャンピオンシップ
| 年     | チーム                | 1   | 2   | 3   | 4   | 5   | 6   | 7   | 8   | 9     | 順位 | ポイント |
| ------ | --------------------- | --- | --- | --- | --- | --- | --- | --- | --- | ----- | ---- | -------- |
| 1980年 | BMW・モータースポーツ | DON | AVU | MCO | NOR | BRH | HOC | ÖST | ZAN | IMO 9 | 27位 | 2        |

- 太字はポールポジション、斜字はファステストラップ。(key)

### ル・マン24時間レース
| 年     | チーム                                             | コ・ドライバー                            | 車両                           | クラス | 周回 | 総合順位 | クラス順位 |
| ------ | -------------------------------------------------- | ----------------------------------------- | ------------------------------ | ------ | ---- | -------- | ---------- |
| 1981年 | マルティニ・レーシング                             | ピエルカルロ・ギンザーニ ハンス・ヘイヤー | ランチア・ベータ・モンテカルロ | Gr.5   | 26   | DNF      | DNF        |
| 1982年 | マルティニ・レーシング                             | ピエルカルロ・ギンザーニ ハンス・ヘイヤー | ランチア・LC1                  | Gr.6   | 152  | DNF      | DNF        |
| 1997年 | ニッサン・モータースポーツ・インターナショナル TWR | エリック・ヴァン・デ・ポール 鈴木亜久里   | 日産・R390GT1                  | GT1    | 121  | DNF      | DNF        |

### ドイツ・スーパーツーリング選手権
| 年     | チーム                                 | 使用車両               | 1        | 2         | 3     | 4     | 5         | 6         | 7         | 8         | 9        | 10        | 11       | 12        | 13        | 14        | 15       | 16        | 順位 | ポイント |
| ------ | -------------------------------------- | ---------------------- | -------- | --------- | ----- | ----- | --------- | --------- | --------- | --------- | -------- | --------- | -------- | --------- | --------- | --------- | -------- | --------- | ---- | -------- |
| 1995年 | フォード・モンデオ・チーム・シューベル | フォード・モンデオ 4x4 | ZOL 1 18 | ZOL 2 Ret | SPA 1 | SPA 2 | ÖST 1 Ret | ÖST 2 DNS | HOC 1 Ret | HOC 2 DNS | NÜR 1 21 | NÜR 2 Ret | SAL 1 24 | SAL 2 Ret | AVU 1 Ret | AVU 2 DNS | NÜR 1 19 | NÜR 2 Ret | 35位 | 5        |

- 太字はポールポジション、斜字はファステストラップ。(key)